# Sveriges soldat- och arbetarförbund
Sveriges soldat- och arbetarförbund var en organisation inom svensk arbetarrörelse grundad 1918. Syftet var att samla alla arbetare- och soldatföreningar som hade grundats åren runt 1917 efter rysk förebild (se arbetare- och soldatråd), däribland Föreningen soldater och arbetare i Stockholm. När organisationerna bildades rådde det stor orolighet i Sverige med hungerkravaller och en eventuell stundande revolution under den så kallade hungervåren 1917 
Organ för organisationen var Frihetsflamman med valspråk "Soldater och arbetare, förbrödren eder!".

## Bakgrund
Ute i Europa rådde krigs- och revolutionsstämning och i Sverige var livsmedelsbristen stor och folk svalt. Bröd och potatis var ransonerade. I kölvattnet av den ryska revolutionen gick hundratusentals kvinnor och män ur arbetarklassen ut i hungerdemonstrationer under våren 1917, även värnpliktiga soldater anslöt sig.
Efter att överkommendanten i Stockholm förbjudit värnpliktiga att delta i "socialistmöten" uppstod soldatdemonstrationer mot förbudet. Efter att en soldatdemonstration hade deltagit på ett socialdemokratiskt klubbmöte i Södra Folkets hus bildades Föreningen Soldater och Arbetare i Stockholm. Liknande föreningar bildades därefter även på andra förläggningsorter däribland i Göteborg, Karlsborg och Vänersborgare.
Hungerrörelsens hot mot det bestående kom att bidra till att de gamla kraven på allmän och lika rösträtt drevs igenom.

### Lokalföreningar
- Föreningen Soldater och Arbetare i Landskrona (1917 – 1921)[4]
- Föreningen Arbetare och Soldater i Uppsala (1917 – 1920)[5]
- Föreningen Arbetare och Soldater i Göteborg
- Föreningen Soldater och Arbetare i Stockholm[6]